# Carmen-suites (Bizet/Guiraud)

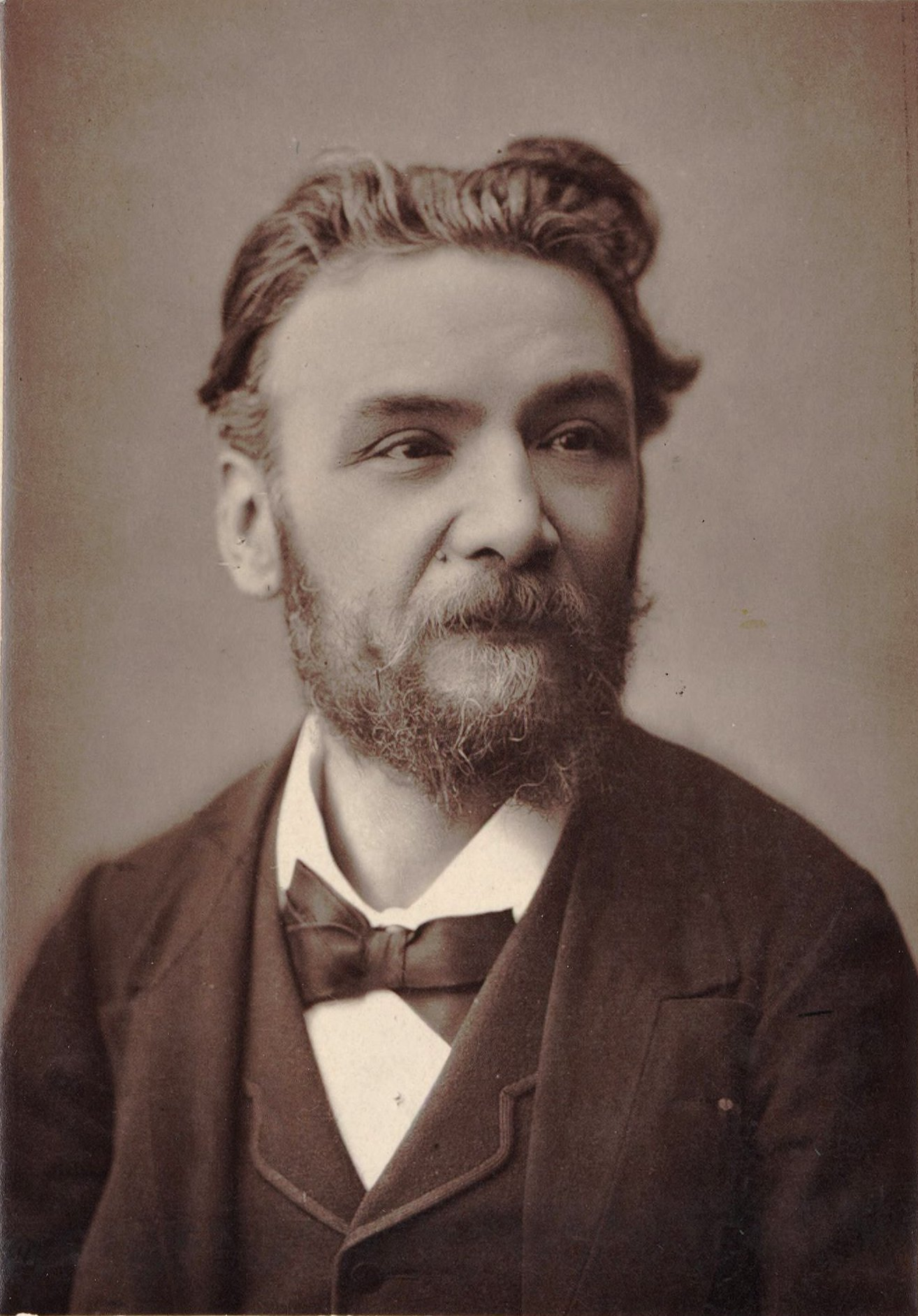
Ernest Guiraud, foto door G. Camus, ca. 1890.

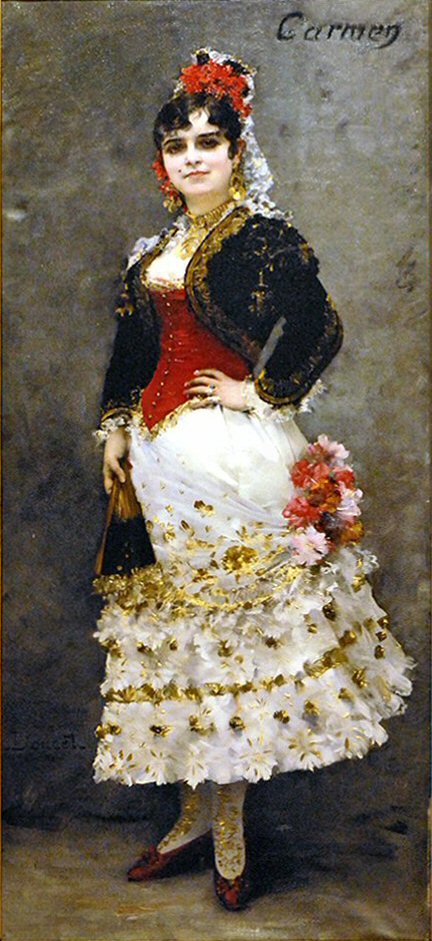
Célestine Galli-Marié, vertolkster van de titelrol in de première van Carmen, door Henri Lucien Doucet (1884), musée de Marseille

De Carmen Suites zijn twee suites met muziek voor symfonieorkest, samengesteld uit muziek uit de opera Carmen van Georges Bizet uit 1875. De suites werden na Bizet's dood samengesteld door zijn vriend Ernest Guiraud. De orkestratie komt vrij nauw overeen met die van Bizet. 
Guiraud schreef overigens ook de recitatieven voor Carmen ter vervangingen van de gesproken teksten, en stelde de tweede van de suites samen van de Bizet's toneelmuziek voor L'Arlésienne.
Elk van de twee Carmen-suites bevat zes delen.  Beide worden zeer frequent uitgevoerd en opgenomen.

## Carmen-suite nr. 1
Suite nr. 1 werd gepubliceerd in ca. 1882.
Delen
- Prélude (1e akte, Prélude: noodlot-motief)
- Aragonaise (interlude (entr'acte) voor 4e akte)
- Intermezzo (interlude (entr'acte) voor de 3e akte)
- Séguedille (1e akte, de Seguidilla  gezongen door Carmen: Près des remparts de Séville)
- Les Dragons d'Alcala (interlude (entr'acte) voor de 2e akte)
- Les Toréadors (thema van de Prélude van de 1e akte en de processie van de toreadors uit de 4e akte: Les voici! voici la quadrille des Toreros!)

De Aragonaise werd ook door Pablo de Sarasate gebruikt in zijn Carmen-fantasie voor viool en orkest en verder door Franz Waxman in zijn Carmen-fantasie.

## Carmen-suite nr. 2
De tweede suite is langer dan de eerste. De suite werd gepubliceerd in 1887.
Delen
- Marche des Contrebandiers (3e akte, koor: Écoutes, écoutes, compagnon!)
- Habanera (1e akte, aria van Carmen: L'amour est un oiseau rebelle)
- Nocturne (2e akte, aria van Michela): Je dis que rien ne m'épouvante)
- Chanson du Toréador (2e akte, introductie en aria van Escamillo: Votre toast, je peux vous le rendre)
- La Garde Montante (1e akte: Avec la garde montante, nous arrivons, nous violà!)
- Danse Bohème (2e akte, zigeunerdans: Les tringles des sistres tintaient)